# バズィング
バズィング（英語: buzzing）とは、金管楽器の練習法の一つで、マウスピースだけで演奏することや、マウスピースなしで唇を振動させて演奏することである。奏法のとりわけ基本的な技術を身に付けたり、演奏の調子が悪くなった時に奏法の確認、矯正をしたりすることが主な目的である。
唇の周囲の筋肉は身体の他の筋肉と同様、ある期間使っていなかったり、酷使しすぎたりしたときにはマッサージが必要である。このため、練習を始める前や実際の演奏を始める前には、マウスピースを使って数分間バズイングをすることが、唇にとって非常に良いことである。